# بارغيليا
بارغيليا هي كومونا تقع في مقاطعة فيبو فالينتيا، قلورية، إيطاليا. يبلغ عدد سكانها حوالي 1383 نسمة.